# Onthophagus auritus
Onthophagus auritus là một loài bọ cánh cứng trong họ Bọ hung (Scarabaeidae).